# 조경 (상나라)
조경(祖庚)은 상나라의 24대 군주이다. 전임 국왕 무정의 아들이었고 수도는 은(殷)이었다.
죽서기년에 의하면 11년간 재위에 있었고 사후에 동생인 조갑이 왕위를 물려받았다.